# Обединение на Влашко и Молдова
Обединението на Влашко и Молдова започва на 24 януари/5 февруари 1859 г., когато Александру Йоан Куза е избран за княз и на Княжество Влашко и на Княжество Молдова, с което се извършва фактическото обединяване на двете дунавски княжества.

## История
Обединението е в резултат на протеклите през първата половина на ХІХ век исторически, икономически и културни процеси в двете дунавски княжества. То е предшествано и подготвено от конвенцията от 7 август 1858 г., подписана в Париж, която е реакция на възникналите в двете княжества движения за обединение. Според клаузите на тази конвенция двете княжества запазват своите княжески права с отделни правителства, но едновременно с това се създават и някои общи органи, като смесената централна комисия, която има за задача да разработи проекти за общи закони, общ касационен съд и други институции. По силата на конвенцията двете княжества следва да се наричат с общото име „Съединени княжества“.
И в двете княжества имало и настроения против обединението. Замисълът на противниците на обединението обаче се проваля.
В деня на откриване на народното събрание около 20 000 души обграждат сградата на парламента. Напрежението ескалира и заплашва да излезе извън контрол, тъй като ръководителите на противниците на обединението се опитват да използват сила. В този момент юнионистите предлагат Александър Йоан Куза да бъде избран за княз на Влашко и Молдова. Обсаденото от народа Влашко народно събрание единодушно приема предложението.
С избора на княз на „Съединените княжества“ не приключва процеса по създаването на единната държава. Необходимо е този акт да получи одобрението на Великите сили, както и да се създадат органите на румънската държава. Срещу обединението се обявяват Австрийската империя, Османската империя и Британската империя, които са от страна на противниците на обединението и в общ лагер в „голямата игра“. Тяхната съпротива обаче е значително отслабена от надигналите се в Европа по това време националноосвободителни и обединителни движения, подкрепяни от Френската империя, а Руската империя се опитва да разбие статуквото след Кримската война. След избирането му за княз на двете княжества, Александър Куза концентрира войски по южната си граница в случай на нападение от страна на Османската империя.
Окончателното признаване на обединението на Влашко и Молдова и създаването на Румъния завършва две години по-късно – през есента на 1861 г. на международна конференция в Цариград с участието на Великите сили и Османската империя, на която княжествата, а след обединението си Обединено княжество Влахия и Молдавия, се явява все още васално до Берлинския конгрес.